# Геральдичні правила

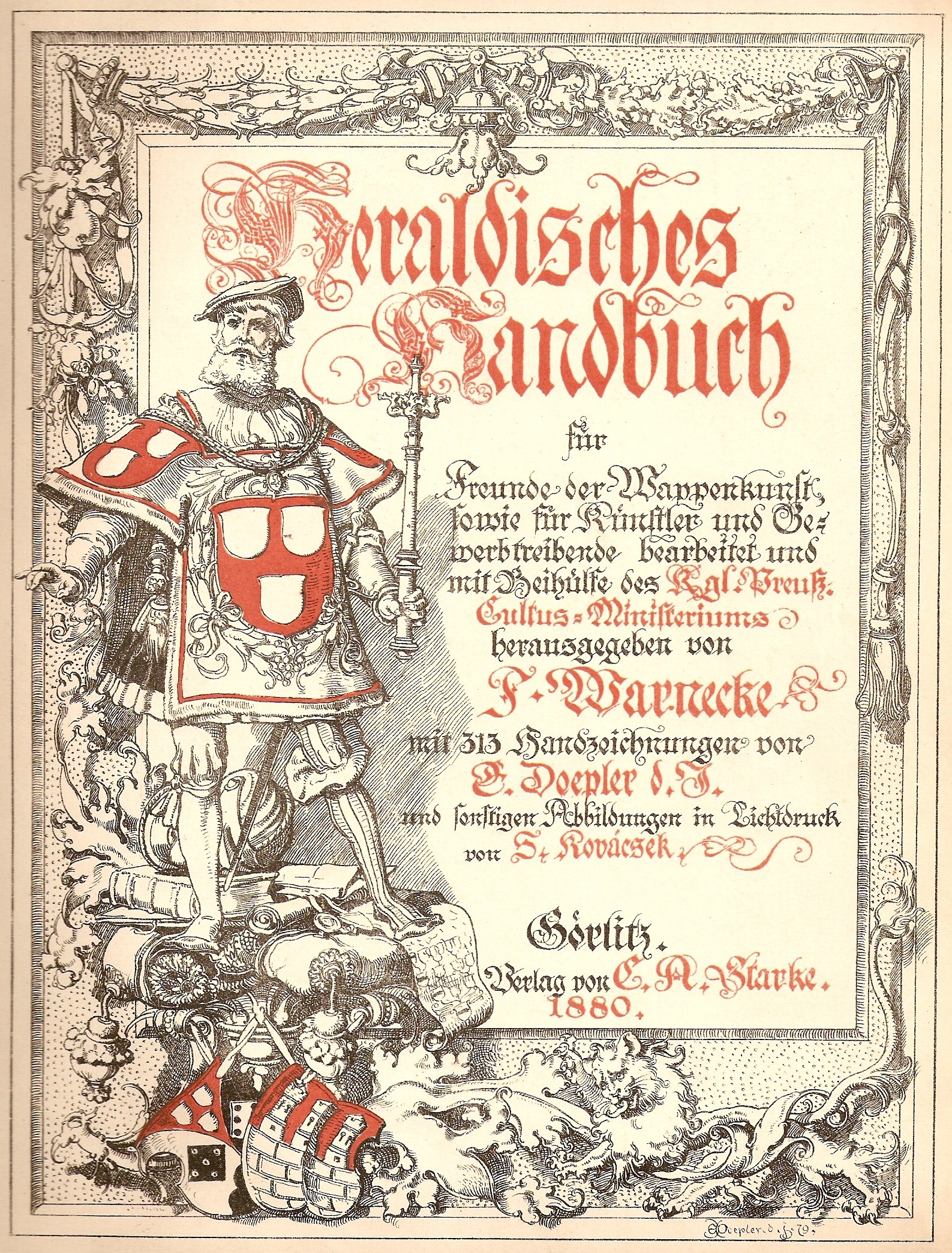
Геральдичні правила записані, в тому числі, в «Геральдичному довіднику» (Штарке, 1880).

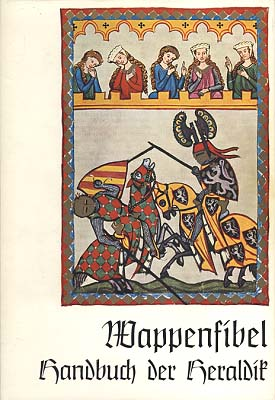
Гербовий буквар Адольфа Матіаса Гільдебрандта — довідник з геральдики

Геральдичні правила — геральдичний кодекс, який поступово склався в часі, остаточно не оформлений, не є загальнозначним і формально не закріпленим. Геральдичний кодекс, яким користуються зацікавлені гербами та знайомі з ними, складається з великої кількості лейтмотивів, умовностей, принципів, настанов, принципів, рекомендацій, процедур і методів. Вони описані в історичній допоміжній науці геральдики, у статутах геральдичних клубів або в інших геральдичних джерелах. Вони охоплюють усі теоретичні та практичні напрями гербознавства, зокрема:
- дизайн і форма гербів
- тинктури (фарбування)
- використання елементів герба (гербова символіка)
- блазон (опис герба)
- право користуватися гербом (геральдичне право)

Великий обсяг геральдичних предметних областей і велика кількість окремих компонентів геральдичного кодексу, а також незліченна кількість винятків і протиріч у геральдичних правилах перешкоджають створенню на національному чи міжнародному рівні єдиних, обов'язкових і послідовних геральдичних норм або єдиних, загалом обов'язкове геральдичне право.
Робочий довідник з геральдики. Гербовий буквар Адольфа Маттіаса Гільдебрандта в найкоротшій формі підсумовує геральдичні правила Німеччини. З часу своєї першої публікації (1887) він став провідною німецькомовною стандартною працею з геральдичного кодексу.

## Розповідь

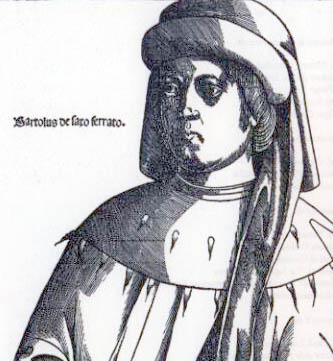
Бартолюс де Саксоферрато (близько 1313—1357) встановив перші теоретичні правила геральдики.

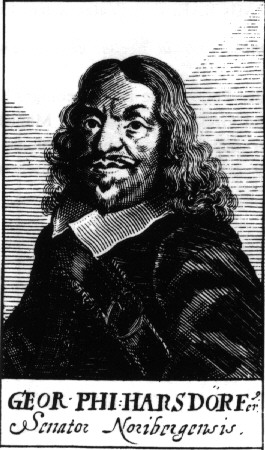
Георг Філіп Гарсдорффер (1607—1658) переніс геральдичні правила з французької мови на німецьку.

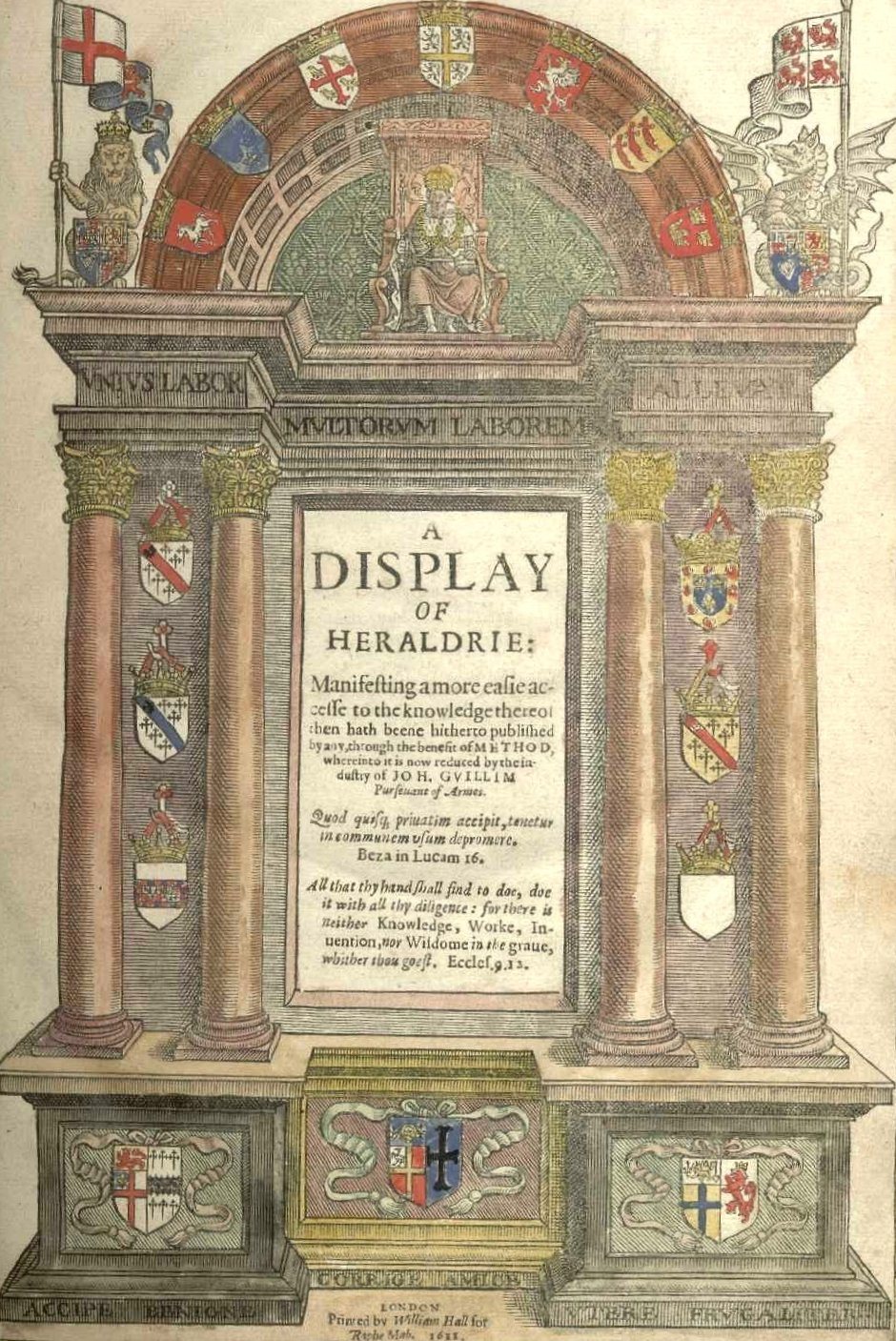
Розмальований вручну вид спереду книги геральдичних правил A Display of Heraldrie (1610) Джона Гілліма

Спочатку герби створювалися «без правил». На початку ХІІІ століття не існувало геральдичних правил у сучасному розумінні. Лише після того, як герби увійшли в загальний вжиток, склалися правила їх зовнішнього вигляду та використання. Саме тому форми й кольори деяких гербів із початків європейської геральдики ще не відповідають встановленим пізніше правилам, як, наприклад, правило геральдичного кольору, що метал не повинен накладатися на метал, а колір не повинен накладатися на колір. Подібні зображення та описи гербів, які є негеральдичними з точки зору сьогоднішньої перспективи, можна знайти, серед інших, у творах «Троянська війна» Конрада фон Вюрцбурга (1220/30–1287), «Cliperaius Teutonisorum» Конрада фон Муре (близько 1210—1282).), у рукописі Große Heidelberg Song (складеному між 1298 і 1304 роками) і гербовій сувійці Цюріха (приблизно 1335/45).
Як відбувся перехід від «нерегульованої» до «регульованої» геральдики, експерти остаточно та задовільно детально не з'ясували. Беззаперечно, що вісники зробили вирішальний внесок у цей процес. Через них формувалися і примножувалися геральдичні правила (незалежно від того, чи передавали вони неписані чи письмові настанови з покоління в покоління).
Деякі автори вважають, що «у XIV столітті геральдика була ще вільним мистецтвом, і дуже поетичним, і що тоді нічого не було відомо про її обмеження, так званий геральдичний дощ». З іншого боку, наголошується, що в цей час, а також пізніше, безсумнівно, існували геральдичні правила і закон, згідно з яким герби встановлювалися герольдами: «Бо звідки б взялася та велика відповідність, справді іноді штучна і дивовижна впорядкованість у старих гербах?»
Безсумнівним є те, що в XIV столітті вчені почали перейматися геральдичними правилами. Ще в першій половині XIV століття, наприклад, італійський правознавець Бартолус де Саксоферрато (близько 1313—1357) висунув першу теорію геральдики. У Тюрінгії священик Йоганнес Роте (близько 1360—1434) писав тексти геральдичного змісту.
У XVІ-XVІІ століттях з'явилися герби та інші теоретичні праці, які конкретно стосуються і впливають на геральдичні правила. Наприклад, француз Маркус Вульсон де ла Коломб'єр († 1658/65) запропонував крапки та лінії для позначення кольорів у гравюрах на міді. У 1560 році німець Пауль Гьотц/Пауль Йовіус (1570/74-1633) навчав мистецтву геральдики іноземних валют за правилами, викладеними у спеціальному виданні. За часів правління Людовика XIV абат Бріанвільський винайшов карткову гру для навчання мистецтву геральдики. У Німеччині нюрнберзький сенатор Георг Філіп Гарсдорффер (1607—1658) вважається одним із перших, «хто привніс геральдику в правила, а точніше перевів ці правила з французької геральдики на німецьку мову» (між іншим, він займався класифікацією гербів). В Англії Джон Гіллім (бл. 1565—1621) у 1610 році опублікував монументальний геральдичний звід правил «Відображення геральдики».
Процес пошуку геральдичних правил продовжувався в Німеччині через Філіпа Якоба Шпенера (1635—1705) та його сина Крістіана Максиміліана Шпенера (1678—1714). Навіть сьогодні вона остаточно не завершена. Складання та відображення гербів тепер можливо за допомогою графічних програм. Це призводить до необхідності оновлення геральдичних правил щодо використання кольорів, контрастів, форм і ліній у цьому відношенні.

## Значення
Хоча геральдичні правила ніколи не дотримувалися дослівно в кожному гербі, вони допомагають стандартизувати та оцінювати традиції, актуальність та якість гербів у широкому масштабі. Насправді Геральдичний кодекс слугує для гармонізації художнього ідеалу художника-геральдиста, геральдичних та ідентифікаційних вимог носіїв/засновників герба та наукових вимог геральдиста (завдяки чому визнані експерти-геральдисти знають, коли слід дотримуватися геральдичних правил, а коли правила можуть бути відхилені або навіть порушені).
Розгляд та добровільне дотримання геральдичних правил класифікується тими, хто носить/дарує герби, художниками, геральдичними асоціаціями та геральдистами, як важливе або навіть необхідне для розробки, опису, управління, походження та значення цих гербів які зберігаються і зберігаються для наступних поколінь, мають обґрунтовано витримати випробування часом як історичні свідчення (незалежно від того, до якого виду герба належить герб).
Герби, які не відповідають кодексу або явно порушують геральдичні правила, герольди та геральдисти вважають «фальшивими гербами» та «негеральдичними» знаками. Однак судження про те, що герб є «негеральдичним», слід тлумачити не як принизливе, а радше як «виключаюче з геральдики».

## Веб-посилання
- Дітер Мюллер-Брунс: Основні принципи так званого геральдичного права
- Бернгард Петер: Вступ до геральдики

## Індивідуальні докази
1. ↑  Joseph Albrecht: Die Hohenlohischen Siegel des Mittelalters. s. n., s. l. 1857, S. 19 (Kapitel Das hohenloische Wappen.).
2. ↑  J. Claus Billet: Die Findungen der «heraldischen Regeln» forum.ahnenforschung.net
3. ↑  F.-K.: Erwiederung auf die Abhandlung «die Schenken von Limpurg und das Wappenbild des Herzogtums Ostfranken» von H. B. In: Wirtembergisch Franken. Bd. 6, Nr. 1, 1862, S. 17–38, S. 20.
4. ↑  Gustav Salzenberg: Einige Notizen über das Gräflich Reinsteinsche Wappen. In: Zeitschrift für Münz-, Siegel- und Wappenkunde. Bd. 2, 1842, S. 51–58, hier S. 53.
5. ↑  Friedrich Rühs: Entwurf einer Propädeutik des historischen Studiums. Realschulbuchhandlung, Berlin 1811, S. 175.
6. 1 2  Gabriel Christoph Benjamin Busch: Handbuch der Erfindungen. Band 12: T bis Z. Bärecke, Eisenach 1822, S. 283.
7. ↑  Václav Vok Filip: Einführung in die Heraldik (= Historische Grundwissenschaften in Einzeldarstellungen. Bd. 3). Steiner, Stuttgart 2000, ISBN 3-515-07559-3, S. 21.